# Sligo (hrabstwo)
Sligo (irl. Contae Shligigh) – hrabstwo w zachodniej Irlandii w prowincji Connacht. Irlandzka nazwa Sligeach ma swoje źródło w liczebności muszli odnajdywanych w hrabstwie i ma swoje odzwierciedlenie również na herbie hrabstwa.

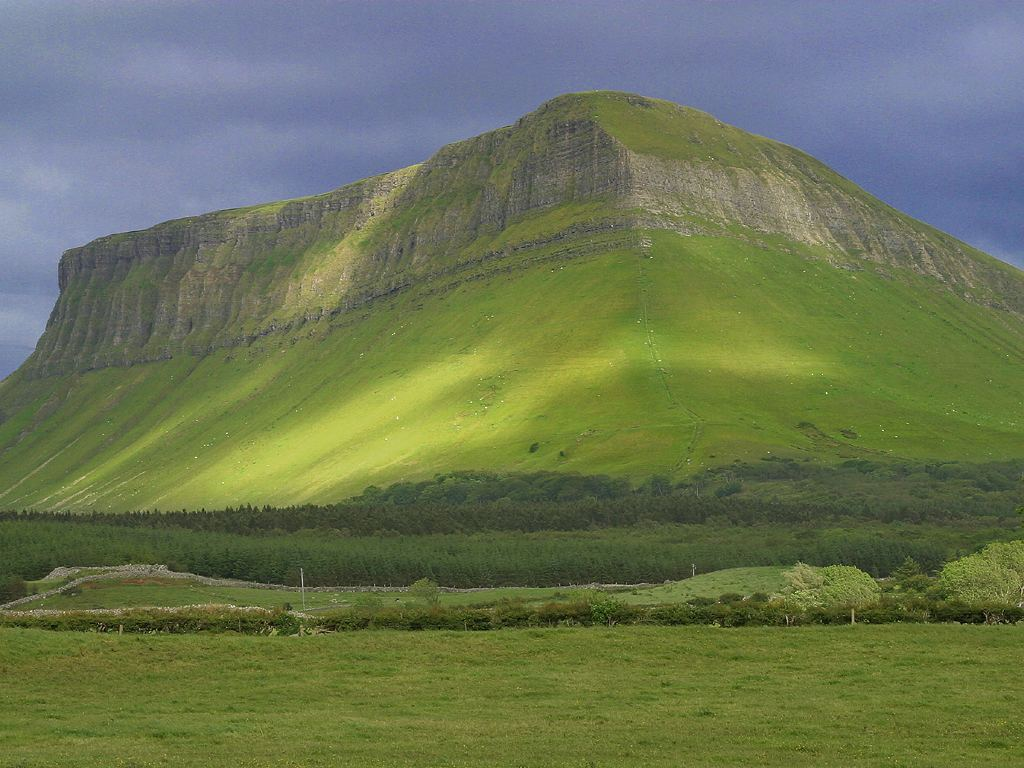
Góra Benbulben

Poeta i laureat nagrody Nobla w dziedzine literatury z roku 1923 – William Butler Yeats spędził sporą część swojego dzieciństwa w północnym Sligo. Pejzaże hrabstwa (głównie wyspa Inisfree na Lough Gill) były inspiracją dla wielu jego utworów. Yeats powiedział kiedyś: „the place that has really influenced my life most is Sligo” (miejscem, które najbardziej wpłynęło na moje życie jest Sligo).
Jedne z atrakcji hrabstwa to Carrowmore – megalityczna nekropolia, oraz góra Ben Bulben (497 m n.p.m.), należąca do pasma gór Dartry, o której Yeats napisał wiersz Under Ben Bulben.

## Miasta i wioski hrabstwa
- Achonry, Aclare
- Ballinafad, Ballymote, Ballysadare, Beltra
- Carney, Carrickbanagher, Castlebaldwin, Cliffony, Cloonacool, Collooney, Coolaney
- Dromore West, Drumcliffe
- Easky
- Gorteen, Grange
- Inishcrone
- Kilglass, Knocknahur
- Monasteraden, Mullaghmore
- Riverstown, Rosses Point
- Skreen, Sligo, Strandhill
- Toorlestraun, Tubbercurry